# Manassa Danioko
Manassa Danioko (Kadiolo, 19 de enero de 1945) es una magistrada maliense. Del 5 de marzo de 2015 al 12 de julio de 2020 fue presidenta del Tribunal Constitucional de Malí. Ha sido también procuradora general de la corte suprema de Malí.

## Biografía
Manassa nació en 1945 en Kadiolo. Estudió primaria en su ciudad natal (1952-1958), bachillerato en el liceo Terrassons des Fougères (1966) y obtiene una maestría en derecho en la Escuela nacional de administración (1966-1977). Realizó también diversas pasantías en Francia, entre ellos en la Corte de Apelación, el Tribunal de gran instancia y el Tribunal de menores de París.
Con más de 25 años en la magistratura ha asumido diversos puestos, jueza de instrucción del tribunal de primera instancia de Segú, sustituta del procurador de la República en el tribunal de primera instancia de Segú, Kayes y Sikasso (1972-1978), abogada general en la Corte de apelación de Bamako (1979-1981), consejera en la Corte especial de seguridad del Estado (1983-1988), presidenta del tribunal de primera instancia de Bamako 
En 1988 fue suspendida retirada del cuerpo siguiendo una orden provisional en 1988. Tres años más tarde se anuló su suspensión y de 1991 a 1995 fue Fiscala General en el Tribunal de Apelaciones de Bamako.
Entre 1995 y 2002 fue embajadora de Malí en Canadá, Cuba, México, Nicaragua y Venezuela con residencia en Otawa. Es también fundadora del Círculo de Negocios Canadá-Mali. 
Es la autora de la nota técnica sobre el estatuto del poder judicial a solicitud del Presidente de la República, Presidente del Consejo Superior de la Magistratura e iniciadora del programa de desarrollo de justicia de diez años.  
El 5 de marzo de 2015 fue designada presidenta del Tribunal Constitucional de Malí.

## Crisis del Tribunal constitucional
Tras las elecciones legislativas de 2018 denunciadas por fraude por parte de la oposición, se responsabilizó a la presidenta del Tribunal constitucional de haber validado estas elecciones en beneficio del partido en el gobierno que lidera el presidente Keita, reclamando su dimisión.
En junio de 2020 cuatro miembros del Tribunal Constitucional Fatoumata Diall, Mahamadou Boiré, M’Pèrè Diarra et Zoumana Moussa Cissé dimitieron pero Manassa Danioko se mantuvo en el puesto señalando que la Constitución de Malí establece que los miembros del tribunal son irrevocables durante su mandato.
El 12 de julio de 2020, tras varios meses de protestas en la calle, la Corte Constitucional fue disuelta por el presidente Ibrahim Boubacar Keita después de que Manassa Kanioko rechazara ceder su puesto asegurando que el país desaparecería. Desde las elecciones de 2018 la Corte Constitucional era una de las instancias más cuestionadas por la oposición y el presidente decidió su disolución para intentar atemperar las protestas de 2020.

## Distinciones
- Caballero de la Orden Nacional de Mali.